# Veronica Seton-Williams
Veronica Seton-Williams (20 avril 1910 - 29 mai 1992) est une archéologue britanno-australienne qui a effectué des fouilles en Égypte et au Proche-Orient, ainsi qu'en Grande-Bretagne.

## Jeunesse et éducation
Marjory Veronica Seton-Williams est née à Melbourne, en Australie, fille de Seton Gordon Nixon Williams (1856–1927), avocat, et d'Eliza Mary (Ellie) Staughton (1875–1947). Enfant, on lui apprend à chasser et elle gagne de l'argent en vendant des peaux de lapin. Elle apprend également le judo, ce qui, selon elle, lui a été utile plus tard dans sa vie lorsqu'elle travaillait au Moyen-Orient. Son grand-père maternel est Samuel Staughton.
Elle est éduquée à la maison jusqu'en 1925, date à laquelle elle fréquente la Clyde Girls Grammar School. En 1934, elle obtient un diplôme de premier cycle en histoire et en sciences politiques à l'Université de Melbourne. L'un de ses professeurs d'histoire ancienne est Jessie Webb, qui lui fournit des lettres de présentation aux principaux classicistes britanniques lorsqu'elle s'installe à Londres pour poursuivre ses études.

## Carrière
En 1934, elle s'installe en Angleterre pour étudier auprès de Mortimer Wheeler à l'Institut d'archéologie de l'University College de Londres. Elle s'inscrit d'abord pour obtenir un diplôme en égyptologie, sous la direction du professeur Stephen Glanville, mais est persuadée d'étudier la préhistoire britannique à la place. Durant cette période, elle fouille à Maiden Castle, dans le Dorset (1934-1936) avec Wheeler, puis à Sheikh es-Zuweid dans la péninsule du Sinaï (1935-1936) avec Flinders Petrie, en Palestine et en Turquie (1936-1937) avec John Garstang, et à Tell el-Duweir (1937-1938). Elle travaille également avec E. Cecil Curwen sur les fouilles de Whitehawk Camp, à Brighton, en 1935.
Elle apprend à parler arabe afin de superviser les ouvriers arabes sur les chantiers de fouilles. Des émeutes et des troubles civils ont parfois perturbé le travail et l'un de ses collègues archéologues, James Starkey, est tué.
Pendant la Seconde Guerre mondiale, elle travaille comme conductrice d'ambulance, au Département de censure postale et au Ministère de l'information du British Council.

### Carrière d'après-guerre
En 1949, Seton-Williams travaille sur de nouvelles fouilles à Sakçe Gözü, en Turquie, un site précédemment fouillé par John Garstang. En 1956, 1960 et 1964, elle effectue des fouilles à Tell Rifa'at en Syrie. En 1964, elle est nommée directrice de terrain des fouilles de la Société d'exploration de l'Égypte à Bouto (1964-1968), où elle travaille aux côtés de Dorothy Charlesworth (en) qui devient directrice de terrain en 1969.
Elle obtient son doctorat en archéologie syrienne en 1957. Parmi ses associés en Europe se trouvent sa cousine Joan Richmond (en) et les archéologues Nancy et Hallam Movius.
Entre 1958 et 1961, elle dirige des fouilles au camp de Barkhale dans le Sussex, utilisant les fouilles comme formation pour les étudiants extra-muros de l'Université de Londres.
Seton-Williams enseigne l'archéologie égyptienne et mésopotamienne pendant 25 ans à l'Université de Londres, période durant laquelle elle collabore fréquemment avec ses collègues Joan du Plat Taylor et John Waechter sur des projets de terrain à Chypre, en Syrie et en Turquie. Elle enseigne également l'égyptologie à l'Institut littéraire de la ville. Elle continue à enseigner jusqu'en 1977 .
Elle vivait à Balsham, dans le Cambridgeshire lorsqu'elle est décédée le 29 mai 1992.

## Ouvrages
- Britain and the Arab States; a survey of Anglo-Arab relations,, 1920-1948. Londres : Luzac, 1948.
- Ptolemaic Temples Cambridge : L'Auteur, 1977.
- Le Tresor de Toutankhamon, la fombe dans la Vallee des rois.. Paris : Editions Princesse, 1979.
- Swan‘s 600-mile Nile cruise handbook. 10e éd. Londres : Swan (hellénique), 1980.
- Les Trésors de Babylone. Paris : Editions Princesse, 1981.
- Blue Guide to Egypt,  with Peter Stocks Londres : Benn, 1983.
- El-Amarna. Londres : Édition privée de l'auteur, 1984.
- Egyptian Poems. Londres : Merlin Books, 1987.
- Egyptian legends and Stories. Londres : The Rubicon Press, 1988.
- The Road to El-Aguzein: BlueGuide to Egypt. 2e éd. Londres/New York : Kegan Paul International, 1988.
- A Short History of Egypt. Londres : La Presse Rubicon, 1989.
- Greek Poems Londres : Merlin Books, 1991.
- Greek Legends and Stories.. Londres : Rubicon, 1993.

## Sources
- Curwen, « Excavations in Whitehawk Camp, Brighton, Third Season, 1935 », Sussex Archaeological Collections, vol. 77,‎ 1936, p. 60–92 (DOI 10.5284/1085805)
- Leach, « The Excavation of a Neolithic Causewayed Enclosure on Barkhale Down, Bignor Hill, West Sussex », Sussex Archaeological Collections, vol. 121,‎ 1983, p. 11–30 (ISSN 0143-8204, DOI 10.5284/1085500)